# Константин Лукаш
Константин Лудвиг Лукаш е български офицер (генерал-лейтенант), началник Щаба на войската на българската армия в периода 11 август 1941 – 11 май 1944 г. Син е на Лудвиг Лукаш, чех по произход емигрант от Чехия в края на 19 век, намерил работа в България. Майка му Теофана Тодорова е пловдивчанка.

## Биография
Константин Лукаш е роден на 16 септември 1890 г. в Пловдив. През 1909 г. завършва Военното училище в София, на 22 септември е произведен в чин подпоручик и назначен за командир на взвод в 21-ри пехотен полк. По-късно служи последователно в 17-и пехотен доростолски полк, Школата за запасни офицери, 2-ра военно-инспекционна област. През 1926 г. г. е назначен на служба в 9-а пехотна дружина към ША, от 1928 г. е инспектор на класовете във Военното училище, след което през 1931 г. е назначен за началник-щаб на 6-а пехотна дивизия, а от следващата година е адютант на Цар Борис III
По-късно същата година полковник Лукаш става началник на Пехотната школа, след което същата година е назначен началник-щаб на 4-та военно инспекционна област, а от следващата година е началник на Школата за запасни офицери. По-късно същата година е назначен за командващ на 1-ва пехотна софийска дивизия На 3 октомври 1936 г. е произведен в чин генерал-майор и през 1938 г. е назначен за началник на 1-ва военноинспекционна област. През 1940 г. е произведен в чин генерал-лейтенант. От 1941 г. е началник-щаб на войската, а от 1944 г. е главен инспектор на войската.
Уволнен е от служба на 13 септември 1944 г. официално „по навършване на 25-годишна служба“, но реално с тази заповед, както и със заповедта от 14 септември е направена първата чистка на т.нар. „реакционни елементи от армията“. На 21 септември 1944 г. по заповед на новия началник на военнополитическия отдел на военното разузнаване РО-2 подполковник Александър Починков Лукаш е арестуван и подведен под съдебна отговорност по наредбата за т.нар. Народен съд. През септември 1944 – февруари 1945 г. се намира на разпит в Москва, където органи на съветското военно контраразузнаване „СМЕРШ“ го разпитват за дейността му като началник-щаб на войската и въпросите около разузнавателната група на Александър Пеев с името „Боевой“. През февруари 1945 г. Лукаш е върнат в България със становище за предаване на Народния съд. Въпреки опитите на Лукаш да се спаси от присъда с помощта на брат си Любен Лукаш – ползващ се с благоразположението на съветското военно командване, те излизат безуспешни защото и брат му се дистанцира от него.
Осъден е на смърт от Четвърти върховен състав на Народния съд и е разстрелян на 15 март 1945 г.
Присъдата е отменена с Решение №172 на Върховния съд от 1996.
Генерал-лейтентант Константин Лукаш е женен и има 2 деца. Синът му Любен Лукашев (р. 15 април 1919 в Пловдив) е подпоручик (16 юли 1941, 60 випуск) и поручик (16 юли 1944) от 1-ви армеийски артилерийски полк (1941 – 1944).

## Военни звания
- Подпоручик (22 септември 1909)
- Поручик (22 септември 1912)
- Капитан (1 октомври 1915)
- Майор (1 април 1919)
- Подполковник (6 май 1923)
- Полковник (15 май 1930)
- Генерал-майор (3 октомври 1936)
- Генерал-лейтенант (1940)

## Награди
- Военен орден „За храброст“ IV степен, 2-ри клас
- Орден „Свети Александър“ с мечове по средата, III и IV степен
- Народен орден „За военна заслуга“ II, III, IV и V степен с корона и военно отличие